# Аояма Ґошьо
Аояма Ґошьо (яп. 青山 剛昌, Aoyama Gōshō, нар. 21 червня 1963 , Японія, Префектура Тотторі і Хокуей , справжнє ім'я Аояма Йошімаса (таке саме написання)) — японський манґака, найвідоміший своєю манґою Detective Conan (1994—дотепер). Станом на 2017 рік його різні манґи мали сумарний тираж 250 мільйонів примірників по всьому світу.

## Біографія
Аояма був талановитим у малюванні ще з раннього віку. В початковій школі його малюнок виграв конкурс і був виставлений в універмазі Тотторі Даймару. У нього є старший брат, який є вченим і допомагає йому з «фішками» в Detective Conan. У нього є ще один брат, який є лікарем.
Аояма закінчив старшу школу Юрайкуей, а потім вступив до Коледжу мистецтв Університету Ніхон у Токіо. Взимку 1986 року Аояма виграв конкурс коміксів для першокурсників. Коли він був студентом-художником, Аояма підробляв у Токійському Діснейленді, де малював фони для «Піратів Карибського моря».

## Кар'єра
Аояма дебютував як художник манґи з роботою Chotto Mattete, яка була опублікована в журналі Weekly Shōnen Sunday у 1987 році. Невдовзі після цього він почав публікувати Magic Kaito в тому ж журналі.
Між 1988 і 1993 роками Аояма створив серію манґи Yaiba, яка була випущена у 24 томах. Пізніше він випустив інші серії манґи в окремих томах, такі як «Third Baseman No.4 та «Збірка коротких оповідань Ґошьо Аоями». Аояма також розробив персонажів для розділу «Сутінки Едо, Японія» у відеогрі 1994 року Live A Live.
Аояма почав серіалізувати Detective Conan у Weekly Shōnen Sunday у січні 1994 року.

## Нагороди та визнання

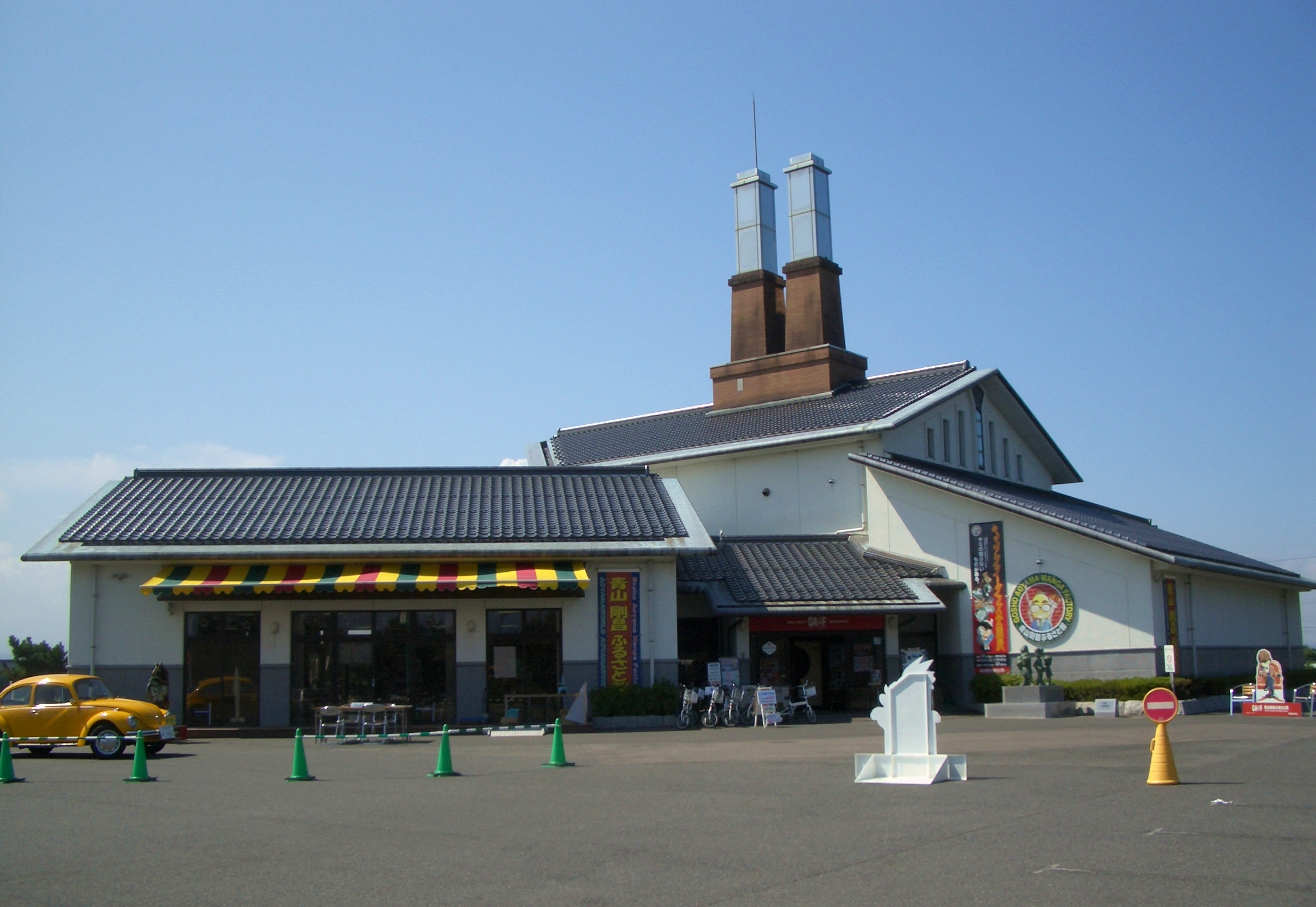
Фабрика манґи Ґошьо Аоями

Аояма двічі отримав нагороди за свою роботу як художник манґи. У 1992 році він отримав премію Shogakukan Manga Award в категорії сьонен за Yaiba. Він також отримав цю нагороду вдруге у 2001 році, цього разу за Detective Conan.
Крім того, його рідне місто Хокуей здійснило кілька проєктів з відродження міста (мачі окоші) на честь його внеску як манґа-артиста та мешканця. Першими проектами стали міст Конан через річку Юра та статуї з серії Detective Conan. 18 березня 2007 року було відкрито фабрику манґи Ґошьо Аоями, який відзначає кар'єру Аоями як манґаки.

## Особисте життя
5 травня 2005 року Аояма одружився з Мінамі Такаямою, співачкою гурту Two-Mix та акторкою озвучування Конана в аніме-адаптації Detective Conan. 10 грудня 2007 року вони розлучилися.

## Манґа
- Wait a Minute[jp] (яп. ちょっとまってて, Chotto Mattete) (1987)

Історія хлопчика-генія на ім'я Ютака Такай, чий реактивний ранець з машиною часу відправляє його кохану на два роки в майбутнє.
- Magic Kaito (яп. まじっく快斗, Majikku Kaito) (1987–дотепер)

П'ятитомна серія манґи, що розповідає про пригоди Кайто Кіда, таємничого благородного розбійника, який використовує свої навички ілюзіоніста та майстра маскування для скоєння пограбувань; його таємна особистість — це учень середньої школи Кайто Куроба. Перші два томи серії манґи були випущені в 1988 році, третій — в 1994, четвертий — в 2007, а п'ятий — в 2017; ще три глави були опубліковані в 2024 році. Хоча серія наразі перебуває на паузі, Кайто Кід все ще регулярно з'являється в Detective Conan.
- Yaiba (1988–1993)

24-томна серія манґи про пригоди молодого самурая на ім'я Яйба Курогане. За мотивами манґи було зроблене 52-серійне аніме, який виходив в ефір у 1993–1994 роках. У 2025 році розпочалася трансляція нової аніме-адаптації.
- 3rd Base 4th (яп. 4番サード, Yonban Sādo) (1991–1993)

Однотомна манґа, яка розповідає історію хлопчика на ім'я Шігео Нагашіма, посереднього бейсболіста шкільної команди. Одного дня він купує в магазині спортивних товарів чарівну биту, яка дозволяє йому влучно відбивати кожен м'яч. Однак за кожен влучний удар він повинен платити таємничому магазину.
- Збірка коротких оповідань Ґошьо Аоями (яп. 青山剛昌短編集, Aoyama Gōshō Tanpenshū)

Різні короткі твори, написані протягом багатьох років:
Play It Again (яп. プレイ イット アゲイン, Purei Itto Agein)
Excalibur (яп. えくすかりばぁ, Ekusukaribā)
Santa Claus in the Summer (яп. 夏のサンタクロース, Natsu no Santa Claus)
The Detective George's Job (Detective George's Little Little & Great Operations) (яп. 探偵ジョージのミニミニ大作戦, Tantei Jōji no Minimini Daisakusen)
Wait a Minute (яп. ちょっとまってて, Chotto Mattete)
Shōnen Sunday 19 (Talk) Show "The Wandering Red Butterfly" (яп. サンデー19show さまよえる赤い蝶, Shōnen Sandē 19(Tō-ku) Show "Samayoeru Akai Chō")
- Case Closed/Detective Conan (яп. 名探偵コナン, Meitantei Konan) (1994–дотепер)

Постійна серія, яка розповідає історію геніального детектива-старшокласника Шінічі Кудо, якого одного дня таємничі чоловіки перетворили на дитину, і він взяв собі псевдонім Конан Едогава. Намагаючись відшукати цих чоловіків, він часто стикається зі складними загадками, більшість з яких може розгадати тільки він. Ця серія є найвідомішим твором Аоями і станом на квітень 2025 року налічує 107 томів.
- Tell Me a Lie (яп. 〜私にウソをついて〜, ~Watashi ni Uso o Tsuite~) (2007)

Ваншот про дівчину на ім'я Терумі Арай, яка може читати думки людей, дивлячись їм в очі.